# Портрет Александра Петровича Теслева
«Портрет Александра Петровича Теслева» — картина Джорджа Доу и его мастерской из Военной галереи Зимнего дворца.
Картина представляет собой погрудный портрет генерал-майора Александра Петровича Теслева из состава Военной галереи Зимнего дворца.
Перед Отечественной войной 1812 года подполковник Теслев состоял в Свите Его Императорского Величества по квартирмейстерской части и был обер-квартирмейстером в Финляндском корпусе генерала Ф. Ф. Штейнгеля, после начала вторжения Наполеона был переброшен в Ригу и сражался в прибалтийских губерниях против корпуса маршала Макдональда. Далее он был в Белоруссии, за отличие при Полоцке произведён в полковники. Во время Заграничных походов 1813 и 1814 годов он сражался в Саксонии и Силезии, за отличие под Дрезденом произведён в генерал-майоры, за Битву народов он был удостоен ордена Св. Георгия 4-го класса, а за взятие Парижа Теслеву была пожалована золотая шпага с надписью «За храбрость» и алмазами.
Изображён в генеральском мундире Свиты Его Величества по квартирмейстерской части, введённом в 1817 году (подбой контрэполет ошибочно изображён красного цвета, вместо положенного чёрного). Слева на груди свитский аксельбант и звезда ордена Св. Анны 1-й степени; на шее крест ордена Св. Владимира 3-й степени; по борту мундира крест прусского ордена Пур ле мерит; справа на груди крест ордена Св. Георгия 4-го класса, крест австрийского ордена Леопольда 3-й степени и серебряная медаль «В память Отечественной войны 1812 года» на Андреевской ленте. С тыльной стороны картины надписи: Tesleff 1st и Geo Dawe RA pinxt. Подпись на раме: А. П. Теслевъ 1й, Генералъ Маiоръ.
7 августа 1820 года Комитетом Главного штаба по аттестации Теслев был включён в список «генералов, заслуживающих быть написанными в галерею» и 5 февраля 1822 года император Александр I приказал написать его портрет. Гонорар Доу был выплачен 24 февраля и 1 июля 1822 года. Готовый портрет был принят в Эрмитаж 7 сентября 1825 года.